# روجر ماثيس
روجر ماثيس هو لاعب كرة قدم سويسري في مركز الدفاع، ولد في 9 نوفمبر 1986 في سويسرا. لعب مع نادي لوزيرن.